# Ella lo que quiere es salsa
"Ella Lo Que Quiere Es Salsa" Es una canción del cantante puertorriqueño Víctor Manuelle junto a Julio Voltio y Jowell & Randy. Fue compuesta por él mismo y lanzado el 21 de enero de 2012 como segundo sencillo de su decimotercero álbum de estudio  Busco Un Pueblo. La canción se convirtió en su vigésimo primer sencillo número uno en la lista de Billboard Tropical Songs que llevó a Victor Manuelle a convertirse en el artista con más sencillos número uno en el chart. Ha recibido críticas positivas que elogian la música de la canción. El video musical fue lanzado el 5 de julio de 2012 y fue dirigido por Steven Tapia.

## Información de la canción
"Ella Lo Que Quiere Es Salsa" fue escrita por Víctor Manuelle y cuenta con la participación de Julio Voltio y Jowell & Randy. La canción fusiona el sonido de la Salsa con la música urbana. 

## Video musical
El video musical fue lanzado el 5 de junio de 2012. Fue dirigido por Steven Tapia y contó con 50 bailarines dirigidos por Tito Ortos en Brooklyn, Nueva York. Además se contó con la participación de la Miss Puerto Rico Mundo 2011 Amanda Vilanova quién demuestra sus movimientos de baile de Salsa.

## Chart performance
| Chart (2012)                    | Peak position |
| ------------------------------- | ------------- |
| U.S. Billboard 200              | 158           |
| U.S. Billboard Top Latin Albums | 4             |
| U.S. Billboard Tropical Albums  | 2             |